# Technoexport

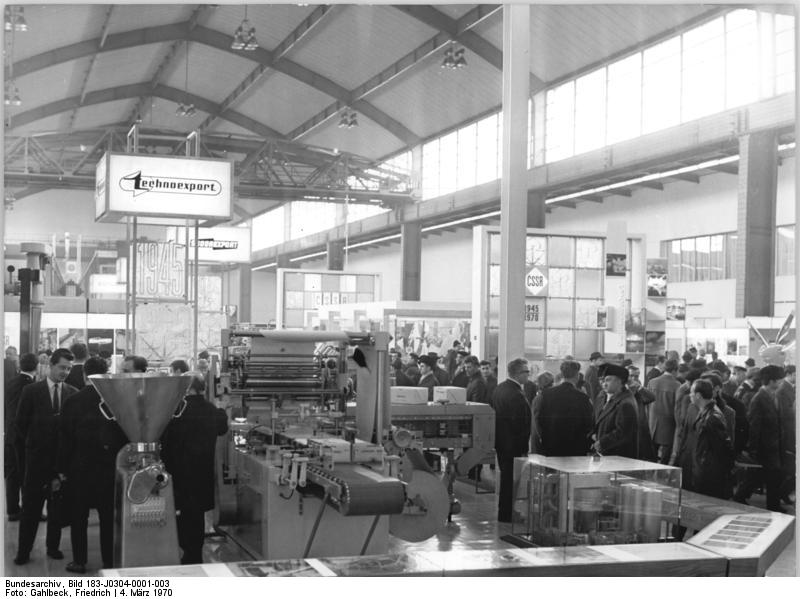
Verpackungsmaschine von Technoexport auf der Leipziger Frühjahrsmesse (1970)

Technoexport wurde 1953 als nationale tschechoslowakische Exportfirma für Industrieanlagen gegründet. Es ist ein Unternehmen der Safichem Group.
Das Unternehmen ist heute vor allem im Irak und in Syrien tätig. Im Irak engagierte es sich schon von 1957 bis zum Embargo 1990 stark. So wurden die Ölraffinerien von Homs in Syrien, Basra und Baidschi (Salahuddin) im Irak von Technoexport errichtet. Zudem wurde ein großes Phosphatvorkommen bei Akashat im Irak entdeckt.